# ميشيل مكنمارا
ميشيل مكنمارا (بالإنجليزية: Michelle McNamara)‏ هي كاتِبة أمريكية، ولدت في 14 أبريل 1970، وتوفيت في 21 أبريل 2016 في لوس أنجلوس في الولايات المتحدة.

## وصلات خارجية
- الموقع الرسمي
- ميشيل مكنمارا على موقع IMDb (الإنجليزية)
- ميشيل مكنمارا على موقع قاعدة بيانات الفيلم (الإنجليزية)